# Canvas (pel·lícula de 2020)
Canvas és un curtmetratge animat americà escrit i dirigit per Frank E. Abney III. Es va estrenar l'11 de desembre de 2020 a Netflix.

## Trama
Un avi es desperta sol a l'esquerra del llit amb un espai buit al costat dret del llit després de pedre a la seva dona. Ell, en cadira de rodes, surt fora de casa per saludar a la seva neta que es deixada per la seva filla. La neta li regala un dibuix i ell l'abraça. La seva neta es passa el dia pintant i intentant que el seu avi torni a pintar. Tot i això, l'avi encara està de dol i no té ganes de pintar. A la nit, la seva filla recull a la neta. Al dia següent, la filla torna a deixar la neta a casa de l'avi. La neta té curiositat per saber què hi ha rere l'armari. Obre la porta rere l'armari i troba l'estudi d'art del seu avi. Dins de l'estudi, troba un quadre de la seva àvia. L'avi entra amb la seva cadira de rodes a l'estudi i s'enfada al trobar la nena sostenint el quadre. Ell li pren l'obra de les mans. Mentre toca el quadre, apareix un record de la seva dona i estan ballant. De sobte troba la inspiració per tornar a pintar.

## Producció
Canvas va ser escrit i produït per Frank E. Abney III. Abney III va trigar sis anys a fer realitat el seu apassionat projecte, que es va centrar en el tema del dol. Canvas es va inspirar en les seves pròpies experiències de vida, com perdre al seu pare als cinc anys i "com la seva família es va veure afectada per això". Paige Johnstone va produir el curtmetratge. Va ser estrenat l'11 de desembre de 2020 a Netflix. Jermaine Stegall és el compositor del curt. El curt va ser presentat a cinemes seleccionats juntament amb Jelly Jamm: The Movie el 18 de desembre de 2020.

## Recepció
El 14 d'octubre de 2020, IndieWire va revelar que Netflix havia considerat Canvas com un dels seus tres candidats a l'Oscar al millor curtmetratge d'animació, juntament amb If Anything Happens I Love You i Cops and Robbers, per competir als Premis Oscar 2021.